# Graves (AOC)
Pour les articles homonymes, voir Graves.
Le graves est un vin français d'appellation d'origine contrôlée produit dans l'ensemble du vignoble des Graves, une des subdivisions du vignoble de Bordeaux. Son nom — original dès lors que seules quatre appellations portent le nom de leur sol —  rappelle l'importance du sol dans la qualité des vins.

## Étymologie
De Gravas en occitan gascon : la « grave », un sol composé surtout de gravier, avec plus ou moins de sable et d'argile.
Avec les graves-de-vayres, les grés-de-montpellier (ces « grès » sont des cailloux calcaires) et l'IGP sable-de-camargue, les vins de Graves sont les seuls en France à porter le nom de leur sol : las gravas de Bordèu, littéralement « les graves de Bordeaux ». L’ancienneté (une des plus anciennes appellations du Bordelais) et l’originalité de cette désignation rappellent le rôle majeur que peut jouer le sol dans la qualité des vins.

## Historique
Le vignoble des Graves est réputé pour être le plus ancien du Bordelais, la viticulture y est réputée remonter à l'époque de l'Empire romain. Au Moyen Âge, Aliénor, duchesse d’Aquitaine, étant devenue reine d’Angleterre, les échanges entre Bordeaux et Londres s’intensifièrent. La grande expansion des vins de Bordeaux et donc de Graves a débuté à la suite du mariage d'Aliénor d'Aquitaine avec Henri II Plantagenêt. D'autres, comme le pape Clément V qui avait un vignoble familial au château de Roquetaillade, faisaient la promotion du vin d'Oxford[pourquoi ?] à Rome.
Dans la première décennie du XVIIIe siècle, les Britanniques, principaux importateurs, donnent le nom de new french claret à ce grand cru. Ce fut Montesquieu (1689-1755), baron notamment de la Brède, écrivain philosophe, mais avant tout propriétaire terrien, qui se fit l’ambassadeur des vins de la région tant à Paris qu’en Grande-Bretagne.
Au début du XIXe siècle, l'encépagement est un peu différent de l'actuel ; selon André Jullien : « les vins rouges des cantons dits les Graves, sont produits par le carmenet, le verdot, le tarnex, le malbek et le balouzat. Ils ont une couleur plus foncée, plus de fermeté et moins de bouquet que ceux du Médoc ; mais ils sont plus fins, plus délicats et plus spiritueux ». « Les excellens vins blancs de Grave sont faits avec le sauvignon, le blanc doux, le semilion, le cruchinet, la verdelette et la chalosse ; ceux de Pontac sont le produit de la blanquette, du sauvignon, du semilion, du rousselet, de la malvoisie et de quelques plants de folle blanche ». Toutes ces vignes sont arrachées au moment de la crise du phylloxéra puis replantées.
La classification officielle des vins de Bordeaux de 1855 n'ayant retenu que le Château Haut-Brion, les producteurs de graves ont établi un classement en 1953 (complété en 1959) qui a distingué 16 crus classés en rouge et/ou blanc.
L'appellation est créée par le décret du 4 mars 1937, qui établi un cahier des charges, modifiés par les décrets du 14 septembre 1953, du 8 novembre 1955, du 22 janvier 2001 et du 5 décembre 2011, puis par les arrêtés du 22 mars 2021, du 17 novembre 2023 et du 3 mars 2025.

## Vignoble
| \| Bordeaux Graves \| Localisation de l'appellation au sein du vignoble de Bordeaux. |
| Bordeaux Graves                                                                      |

Les graves doivent leur nom à leur sol pauvre recouvert de graviers plus ou moins gros qui, le soir venu, restituent à la vigne la chaleur du soleil emmagasinée durant la journée. De Bordeaux à Langon, les Graves s’étendent sur une large bande de terre longue de 55 km sur 10 km de large, bordées à l’ouest et au sud par la forêt de pins qui les protège des grosses intempéries, à l’est par la Garonne qui joue un rôle de régulateur thermique.
L’originalité de cette région, qui couvre 4 650 hectares (dont 3 450 plantés en vignes) est qu’elle produit en AOC des vins rouges à la chatoyante robe rubis (les graves rouges), des vins blancs secs très aromatiques (les graves blancs), et des blancs moelleux (les graves-supérieures, disposant de leur propre appellation contrôlée). Autre originalité, les quatre vignobles urbains — trois comptent parmi les plus prestigieux des Graves — dont les vignes fleurissent et mûrissent à Pessac, ville de la proche banlieue de Bordeaux (Château Haut-Brion, Château Pape Clément) et à Talence (Château La Mission Haut-Brion).

### Aire d'appellation
Les communes suivantes, classées par ordre alphabétique, ont le droit d'utiliser l'appellation contrôlée « Graves » selon le cahier des charges publié au Bulletin officiel du ministère de l'Agriculture du 13 mars 2025 : Arbanats, Ayguemorte-les-Graves, Beautiran, Bègles, Budos, Cabanac-et-Villagrains, Cadaujac, Canéjan, Castres-Gironde, Cérons, Cestas, Eysines, Gradignan, Guillos, Illats, Isle-Saint-Georges, La Brède, Landiras, Langon, Le Haillan, Léogeats, Léognan, Martillac, Mazères, Mérignac, Pessac, Podensac, Portets, Pujols-sur-Ciron, Roaillan, Saint-Médard-d'Eyrans, Saint-Michel-de-Rieufret, Saint-Morillon, Saint-Pardon-de-Conques, Saint-Pierre-de-Mons, Saint-Selve, Saucats, Talence, Toulenne, Villenave-d'Ornon, Virelade, et une partie du territoire de la commune de Coimères. Elle comprend donc en son sein les dix communes de l'aire d'appellation du pessac-léognan, ainsi que les trois du cérons. Le vignoble du Sauternais (appellations barsac et sauternes) y est enclavé.
La surface revendiquée était de 3 420 hectares en 2008 ; cette surface plantée est passée en 2023 à 3 087 ha, dont 2 476 en rouge et 611 en blanc.

### Géologie
Les graves sont des dépôts de graviers et de galets souvent mélangés à du sable et de l'argile, déposés par la Garonne. Elles forment une série de terrasses en pente douce de plus en plus anciennes à mesure qu'on s'éloigne du fleuve. Il y a d'abord les « argiles des palus », formation argilo-sableuse des anciens marais bordant la Garonne (où est autorisée la production du bordeaux générique) ; puis il y a la terrasse datant du Mindel (Pléistocène moyen) formée de graves dans une matrice argileuse, à laquelle succède celle du Pléistocène inférieur (sur laquelle se trouve Haut-Brion, Haut-Bailly, Pape Clément, Carbonnieux, La Louvière, Smith Haut Lafitte, etc.) avec enfin à l'ouest la « formation de Dépée » composée de sables argileux et de petits graviers (sur laquelle se trouve Fieuzal), qui annonce les sables landais.
À ce tableau se rajoute les affluents rive gauche du fleuve (l'Eau Bourde à Canéjan, l'Eau Blanche à Léognan, le Breyra à Martillac, le Saucats à La Brède et le Guat mort à Saint-Morillon) qui non seulement découpent les terrasses en croupes, mais mettent au jour le substrat calcaire comme autant d'îlots : un peu de calcaire gréseux dit « faluns de Léognan » du Burdigalien près de Léognan, du « faluns de Labrède » qui est un calcaire friable (un peu sableux, fossilifère) datant de l'Aquitanien (Miocène inférieur) et du calcaire à Astéries du Stampien,.

### Encépagement
Les vins ayant droit à l'appellation d'origine contrôlée graves doivent provenir des cépages suivants : 
- pour les vins rouges : merlot N, cabernet franc N, cabernet sauvignon N, carménère N, malbec (côt N) et petit verdot N.
- pour les vins blancs : sémillon B, sauvignon blanc B, sauvignon gris G et muscadelle B[3].

Le cahier des charges ne prévoit aucun contrainte d'assemblage.
A noter que, pendant un délai expirant avant les vendanges de 1965, le cépage saint-émilion des Charentes a été toléré dans une proportion ne dépassant pas 30 % de l'encépagement. Ce cépage est désormais interdit.

### Rendements
Le rendement de base de l'appellation d'origine contrôlée « graves » est fixé à 55 hectolitres par hectare de vigne pour les vins rouges et à 58 hl/ha pour les vins blancs. Les rendements butoirs sont quant à eux de 65 hl/ha pour les vins rouges et à 68 hl/ha pour les vins blancs secs. Les Guide Hachette 2010 à 2025 indiquent une production de 138 835 hl (dont 75 % en rouge) pour une superficie de 3 420 ha, soit un rendement effectif de 40,45 hl/ha, sans toutefois spécifier l'année de référence (probablement 2008).
Pour le vin rouge, les rendements moyens déclarés récemment sont :
| Année | Superficie (ha) | Production (hl) | Rendement (hl/ha) |
| ----- | --------------- | --------------- | ----------------- |
| 2019  | 2 616           | 127 240         | 49                |
| 2020  | 2 632           | 98 211          | 37                |
| 2021  | 2 521           | 60 708          | 24                |
| 2022  | 2 558           | 107 419         | 42                |
| 2023  | 2 476           | 87 521          | 35                |
| 2024  | 2 388           | 90 017          | 38                |

et pour les blancs :
| Année | Superficie (ha) | Production (hl) | Rendement (hl/ha) |
| ----- | --------------- | --------------- | ----------------- |
| 2019  | 686             | 27 599          | 40                |
| 2020  | 665             | 22 955          | 35                |
| 2021  | 641             | 10 707          | 17                |
| 2022  | 621             | 21 987          | 35                |
| 2023  | 611             | 25 461          | 42                |
| 2024  | 584             | 21 140          | 36                |

À titre de comparaison, la production de graves-supérieures s'élevait à 2 100 hectolitres en 2023, soit moins de 2 % du total produit en graves et en graves-supérieures.

## Vins
Au sein du vignoble des Graves, on distingue deux appellations de vins rouges, graves et pessac-léognan, auxquelles se rajoutent celles en blancs moelleux ou liquoreux que sont graves-supérieures et cérons, qui toutes trois répondent à des critères détaillés dans leur cahier des chargés respectifs.
Les vins rouges ayant droit à l'appellation contrôlée « graves » doivent provenir de moûts contenant au minimum, avant tout enrichissement ou concentration, 189 grammes de sucre naturel par litre pour le merlot et 180 pour les autres cépages noirs, et présenter, après fermentation, un degré alcoolique minimum de 11 degrés d'alcool acquis.
Pour les vins blancs, ces valeurs sont de 178 grammes par litre de moût pour le cépage sauvignon blanc et le cépage sauvignon gris et à 170 par litre de moût pour les autres cépages blancs, et un degré d'alcool minimum de 10,5 %.

### Dégustation

#### Vins rouges
Jeunes, les graves rouges développent des arômes charpentés de fruits rouges et de violette, accompagnés de notes épicées, grillées, de moka et de torréfaction. Ces vins évoluent avec harmonie et leur bouquet peut prendre des notes fumées. Les vins les plus réussis parviennent à posséder de l’ampleur et du volume. L'élégance du bouquet se retrouve au palais, qui débouche sur une longue finale veloutée. Selon les millésimes et leur provenance, leur apogée est atteinte entre cinq et dix ans. Ils s’associent aux viandes rouges, aux viandes blanches et au gibier à plumes,,.

#### Vins blancs secs
Les graves blancs (secs) sont élégants et charnus. Élaborés à partir du sémillon, ils développent généralement des notes florales ainsi qu'un gras naturel. Le sauvignon, qui apporte vivacité et expression, et la muscadelle qui offre des notes légèrement musquées, apportent des arômes de fleurs et d'agrumes, voire de notes exotiques ou mentholées. Ils accompagnent la viande blanche, les poissons en sauce, les crustacés et les fromages . Pour les meilleurs, on peut envisager une garde de quelques années,,.

### Hiérarchie des prix
Le prix de vente des vignes ayant droit à l'appellation graves, que ça soit des parcelles en rouge comme en blanc, est officiellement en 2023 de 26 000 euros l'hectare en moyenne (variant entre 10 000 et 38 000 €) ; ces prix sont à comparer à ceux pour l'appellation pessac-léognan qui sont à 450 000 € de moyenne (de 350 000 à 600 000 €), à ceux pour un hectare de l'appellation générique bordeaux rouge à 9 000 €/ha (de 4 000 à 17 000) ou pour de la terre agricole en Gironde qui est à une moyenne de 7 590 €/ha.
Pour une comparaison entre les appellations, on peut aussi prendre les prix pratiqués en vrac (en € pour une tonneau de 900 litres) officiellement pour le calcul des fermages en 2023, qui fournissent une hiérarchie :
- 833,5 € (92,5 €/hl) pour du bordeaux rouge ;
- 1 258 € (140 €/hl) pour du bordeaux blanc ;
- 1 702,5 € (189 €/hl) pour du graves rouge ;
- 1 780 € (198 €/hl) pour du graves blanc ;
- 1 928 € (214 €/hl) pour du cérons ;
- 4 256 € (473 €/hl) pour du pessac-léognan rouge ;
- 4 450 € (494,5 €/hl) pour du pessac-léognan blanc.

Les prix dans le commerce sont évidemment bien plus élevés, variant considérablement en fonction du nom du producteur.

### Classement des grands crus
Ce sont tous des graves, mais sous l'appellation pessac-léognan :
- Château Haut-Brion, premier cru de graves, et premier cru de la classification officielle des vins de Bordeaux de 1855 (seul vin de ce classement n'étant pas situé dans le Médoc)
- Château Bouscaut
- Château Carbonnieux
- Domaine de Chevalier
- Château Couhins
- Château Couhins-Lurton
- Château de Fieuzal
- Château Haut-Bailly
- Château La Mission Haut-Brion
- Château la Tour Haut-Brion
- Château Latour-Martillac
- Château Laville Haut-Brion
- Château Malartic-Lagravière
- Château Olivier
- Château Pape Clément
- Château Smith Haut Lafitte